# Белешть (Васлуй)
Белешть, Белешті (рум. Bălești) — село у повіті Васлуй в Румунії. Входить до складу комуни Козмешть.
Село розташоване на відстані 276 км на північний схід від Бухареста, 17 км на північний захід від Васлуя, 49 км на південь від Ясс, 148 км на північ від Галаца.

## Населення
За даними перепису населення 2002 року у селі проживали 823 особи, усі — румуни. Усі жителі села рідною мовою назвали румунську.